# Rockabilly Rebel
Rockabilly Rebel er en sang indspillet af Matchbox og udgivet som single i 1979. På singlets B-side var "I Don't Wanna Boogie Alone". Coverversioner er indspillet af Orion, på svensk med Eddie Meduza (på pladen För Jaevle Braa!) og Kal P. Dal (på svensk: "Rockabilly-Kille" på pladen Ente Nu Igen!).